# 长城煤矿旧址
长城煤矿旧址，位于河北省秦皇岛市海港区石门寨镇上庄坨村，是秦皇岛市文物保护单位。

## 简介
《抚宁县志》载：1916年当地人刘汝林、齐翰卿等人在上庄坨村创办兴业煤矿公司。1938年1月29日，日本人占领煤矿，直到1945年日本投降，这8年期间产煤72.8万吨，大部分运往日本。
2005年3月底，上庄坨村拆旧房子，村民在村北一处旧房后面发现一个已被封堵多年的旧大门，经抚宁县文史研究人员考证，大门及其后面的废墟是1938年日军占领该地后开办的长城煤矿。大门右侧墙上竖刻有“长城炭矿铁道株式会社长城矿务所”，大门后面是个面积上千平方米的废弃煤矿场区，仍留有多处日本风格建筑。
2005年，75岁的上庄坨村村民杨保功说，当年日军占领煤矿后雇村民开采，将质量好的煤从秦皇岛港运往日本。他回忆称，当时日本人对矿工有不成文规定：“入井三分险，事故不可免，如果有天灾，出事也不管。”当时常发生坍塌、透水事故，每次都死数十人，杨保功的姐夫就死于煤矿事故。日本人只要见到矿工休息就用鞭子或镐把殴打，有时用豆饼、花生渣代替工钱发给工人。发生矿井事故便将事故井口封死，用挖煤器具将幸存者打死灭口。杨保功说，因为矿工幸存者很少，矿山也被废弃，所以这段历史后来连当地人都已不知道了。
长城煤矿旧址已被列为秦皇岛市文物保护单位。